# Цегай Туемай
Цегай Туемай (род. 20 декабря 1995) — эритрейский легкоатлет, который специализируется в беге на длинные дистанции. Победитель 10-мильного пробега Tilburg Ten Miles 2013 года. Бронзовый призёр чемпионата Африки по кроссу 2012 года в командном первенстве среди юниоров. Занял 4-е место на чемпионате мира по кроссу 2013 года в забеге юниоров.
27 мая 2013 года на соревнованиях Ostrava Golden Spike занял 11-е место в беге на 5000 метров — 13.28,25.